# Simiskina sibatika
Simiskina sibatika är en fjärilsart som beskrevs av John Nevill Eliot 1969. Simiskina sibatika ingår i släktet Simiskina och familjen juvelvingar. Inga underarter finns listade i Catalogue of Life.